# Toledo (ort i Colombia, Norte de Santander, lat 7,31, long -72,48)
Toledo är en ort i Colombia. Den ligger i departementet Norte de Santander, i den norra delen av landet, 300 km nordost om huvudstaden Bogotá. Toledo ligger 1 638 meter över havet och antalet invånare är 5 911.
Terrängen runt Toledo är bergig åt nordväst, men åt sydost är den kuperad. Runt Toledo är det glesbefolkat, med 14 invånare per kvadratkilometer. Närmaste större samhälle är Pamplona, 19,6 km väster om Toledo. Omgivningarna runt Toledo är en mosaik av jordbruksmark och naturlig växtlighet.